# 10586 Янстен
10586 Янстен (10586 Jansteen) — астероїд головного поясу, відкритий 22 травня 1996 року.
Тіссеранів параметр щодо Юпітера — 3,515.